# Andreas Becker (Puppenspieler)

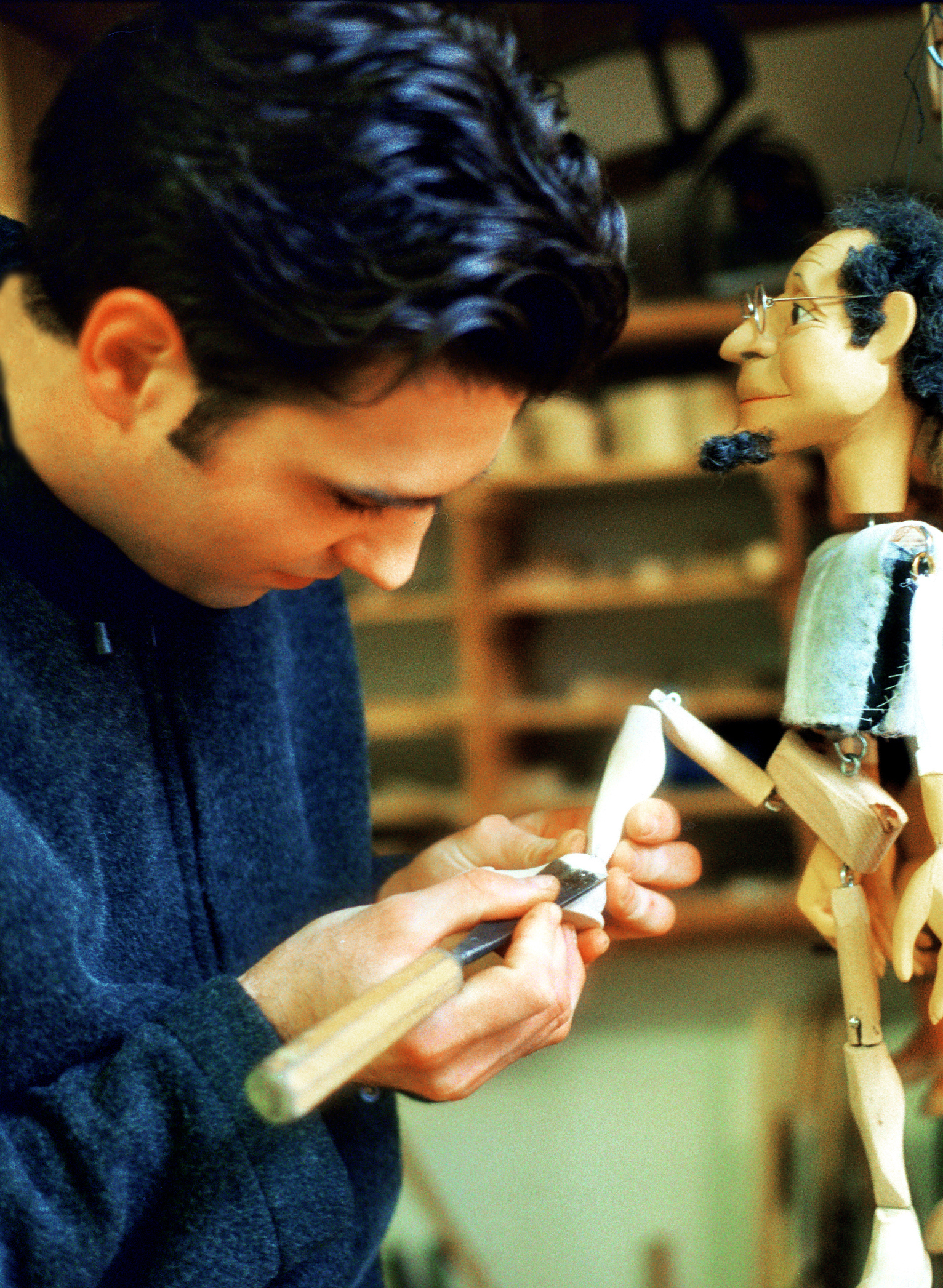
Figurenbildner Andreas Becker (2018)

Andreas Becker (* 21. Juni 1974 in München) ist ein deutscher Bühnen- und Kostümbildner, Puppenspieler, Figurenbauer, Autor und Regisseur.

## Leben

### Theaterarbeiten
Andreas Becker arbeitete neun Jahre im wohl bekanntesten Marionettentheater Deutschlands, der Augsburger Puppenkiste. In dieser Zeit war er neben seiner Haupttätigkeit als Puppenspieler auch als Autor und Regisseur tätig und schnitzte zudem unzählige Marionetten für Fernsehproduktionen des Theaters (z. B. Lilalu im Schepperland, Hokuspokus um Lilalu), den Kinofilm Die Story von Monty Spinneratz und für diverse Bühneninszenierungen, darunter u. a. auch seine eigene Bearbeitung und Inszenierung des Grimmschen Märchens Tischlein deck dich.
Neben seinem Bühnen- und Kostümbildstudium an der Akademie der Bildenden Künste Stuttgart bei Professor Martin Zehetgruber schrieb er als freier Autor, beispielsweise für die Schillertage in Mannheim oder für den Deutschen Theaterverlag, bei dem u. a. die Adaptionen Das Gespenst von Canterville, Aschenputtel, Der gestiefelte Kater, Rotkäppchen und Peterchens Mondfahrt erschienen sind. Zudem entwarf und baute er zahlreiche Puppen für diverse Theater, mitunter für die Staatsoper Stuttgart und deren Opernproduktion Brundibár, für die er auch die Bühne und die Kostüme schuf.
Nach seinem mit der Diplomarbeit zu Verdis Macbeth erfolgreich abgeschlossenen Studium entwarf er unter anderem die Ausstattungen für die Produktionen Popeye – Der Theatercomic, Angstblau, Zementgarten oder Herz der Finsternis am Theater Freiburg, sowie das komplette Puppenkonzept für William Shakespeares Der Sturm, in einer Inszenierung von Jarg Pataki und das Bühnenbild zu ¡Olé! Die Zarzuela-Show unter der Regie von Joan Anton Rechi. Bei der Erfolgsproduktion Sadako kreierte er nicht nur die Puppen, Bühnenbild und Kostüme, sondern führte auch erneut selbst Regie.
In der Spielzeit 2010/11 war er am Theater Freiburg für das Bühnenbild der Oper Hänsel und Gretel und für die Gesamtausstattung des gleichnamigen Märchens für Kinder verantwortlich. Das Projekt Zwerg Nases Kochshow, bei dem er neben der Ausstattung und dem gesamten Puppenkonzept als Regisseur arbeitete, entstand in der Spielzeit 2010/11 ebenfalls am Theater Freiburg.
Seit Mitte 2010 ist er als freischaffender Bühnen-, Kostümbildner und Figurenbauer tätig. Er arbeitet unter anderem am Theater Naumburg (2011, Der Name der Rose nach Umberto Eco; 2013, Nietzsche – Ich bin ein göttlicher Hanswurst; Hamlet), am Landestheater Coburg (2012, Dracula nach Bram Stoker; 2013, María de Buenos Aires, Die lustige Witwe; 2015, Der Vogelhändler; 2016, Aschenbrödel, Lakmé), am Theater Aachen (2011, Das Dschungelbuch; 2012, Hänsel und Gretel; 2014, Peer Gynt, West Side Story; 2015, Au Monde; 2016, Fiddler on the Roof), am Theater Altenburg/Gera (2015, Martha oder Der Markt zu Richmond), am Landestheater Innsbruck (2018, Martha), am Theater Münster (2019, Sugar; 2020, Yolimba nach Wilhelm Killmayer und Tankred Dorst) sowie am Badischen Staatstheater Karlsruhe (2023, La Bohème).

### Auszeichnungen
Im November 2008 erhielt er für Macbeth den „Offenbacher Löwen“ für „besonders kreative Leistungen im Bereich Zeitgenössisches Bühnenbild“.
2017 bekam er für die Musical-Produktion Fiddler on the roof am Theater Aachen die Auszeichnung für „herausragende künstlerische Leistung des zeitgenössisch-politischen Theaters“.

### Lehrtätigkeit
Seit 2013 ist Andreas Becker am Figurentheater-Kolleg Bochum als Dozent für die Fächer Figurenbau, Puppenspiel und Inszenierungsprojekt tätig und gibt Workshops im Bereich Figurenbau in seinem Atelier in Köln.

### Ausstellungen
2013 entwickelte und designte er die Ausstellung Zwergenwelten zusammen mit der Künstlervereinigung „56m“ im Stadtmuseum Hagen und stellte dort auch zahlreiche seiner eigenen, durch Fernsehen, Film und Theater bekannten Figuren und Puppen aus. 2017 wurde die erweiterte Ausstellung unter dem Titel Zwergenwelten auf Burg Drachenfels auf Schloss Drachenburg gezeigt. 2022 folgte in Köln die Ausstellung Tod im Märchen. Mit dem Beitrag und den Puppen zu Peter und der Wolf stellte Becker 2023 im Rahmen der Ausstellung Opera and puppet design erstmals in London aus.

## Produktionen (Auswahl)
- 1994–2024: Kabarett (Figurentheater) – Ausstattung, Konzepte, Figuren & Regie, Augsburger Puppenkiste
- 1990: Der Prinz von Pumpelonien (Fernsehen) – Mitarbeit Figuren, Augsburger Puppenkiste
- 1994: Raub der Mitternachtssonne (Fernsehen) – Mitarbeit Figuren, Augsburger Puppenkiste
- 1996: Die Story von Monty Spinneratz (Film) – Figuren, Augsburger Puppenkiste
- 1997: Das häßliche Entlein (Figurentheater) – Figuren, Augsburger Puppenkiste
- 1998: Rumpelstilzchen (Figurentheater) – Bühnenbild, Augsburger Puppenkiste
- 1999: LiLaLu im Schepperland (Fernsehen) – Figuren, Augsburger Puppenkiste
- 2000: Hokuspokus um LiLaLu (Fernsehen) – Figuren, Augsburger Puppenkiste
- 2002: Tischlein deck dich (Figurentheater) – Regie, Bearbeitung & Figuren, Augsburger Puppenkiste
- 2006: Brundibár (Oper) – Bühnenbild, Kostüme & Figuren, Staatsoper Stuttgart
- 2007: Angstblau (Schauspiel) – Bühnenbild & Kostüme, Theater Freiburg, Kammerbühne
- 2007: Sadako (Figurentheater) – Regie, Bühnenbild, Kostüme & Puppen, Theater Freiburg, Werkraum
- 2008: Der Zementgarten (Schauspiel) – Bühnenbild, Kostüme & Masken, Theater Freiburg/Werkraum
- 2008: Popeye – Der Theatercomic (Schauspiel) – Bühnenbild und Kostüme, Theater Freiburg/Kammerbühne
- 2009: ¡Olé! Die Zarzuela-Show (Musical, Uraufführung) – Bühnenbild, Theater Freiburg/Großes Haus
- 2009: Der Sturm (Schauspiel/Oper) – Figurenkonzept & Figuren, Theater Freiburg/Großes Haus
- 2010: Das Märchen von Hänsel und Gretel (Schauspiel) – Bühnenbild & Kostüme, Theater Freiburg/Großes Haus
- 2010: Hänsel und Gretel (Oper) – Bühnenbild, Theater Freiburg/Großes Haus
- 2010: Herz der Finsternis (Schauspiel) – Bühnenbild & Kostüme, Theater Freiburg/Kammerbühne
- 2011: Das Dschungelbuch (Schauspiel) – Bühnenbild & Kostüme, Theater Aachen
- 2011: Der Name der Rose (Schauspiel) – Bühnenbild, Kostüme & Figuren, Theater Naumburg
- 2011: Zwerg Nases Kochshow (Schauspiel mit Figuren) – Regie, Bühnenbild, Kostüme & Figuren, Theater Freiburg
- 2012: Dracula (Ballett) – Bühnenbild & Kostüme, Landestheater Coburg
- 2012: Hänsel und Gretel (Oper) – Bühnenbild & Kostüme, Theater Aachen
- 2013: Der gestiefelte Kater (Schauspiel) – Bühnenbild & Kostüme, Theater Biel/Solothurn
- 2013: Die lustige Witwe (Operette) – Bühnenbild, Landestheater Coburg
- 2013: Hamlet (Schauspiel) – Bühnenbild, Kostüme & Figuren, Theater Naumburg
- 2013: Maria de Buenos Aires (Oper/Ballett) – Bühnenbild & Kostüme, Landestheater Coburg
- 2013: Nietzsche – Ich bin ein göttlicher Hanswurst (Schauspiel, Uraufführung) – Bühnenbild, Kostüme & Figuren, Theater Naumburg
- 2014: Aschenputtel (Schauspiel) – Bühnenbild & Kostüme, Theater Biel/Solothurn
- 2014: Figaros Hochzeit (Schauspiel) – Bühnenbild, Kostüme & Figuren, Theater Naumburg
- 2014: Gefährliche Liebschaften (Ballett) – Bühnenbild & Kostüme, Landestheater Coburg
- 2014: Peer Gynt (Schauspiel) – Bühnenbild & Kostüme, Theater Aachen
- 2014: West Side Story (Musical) – Kostüme, Theater Aachen
- 2015: Au Monde (Oper) – Kostüme & Masken, Theater Aachen
- 2015: Der Froschkönig (Figurentheater) – Bühne, Kostüme & Figuren, Theater Chemnitz
- 2015: Der Vogelhändler (Operette) – Bühnenbild & Kostüme, Landestheater Coburg
- 2015: Martha oder der Markt zu Richmond (Oper) – Bühnenbild & Figuren, Theater Altenburg/Gera
- 2016: Aschenbrödel (Ballett) – Bühnenbild & Kostüme, Landestheater Coburg
- 2016: Der Superwurm (Figurentheater) – Bühnenbild, Dornerei-Theater
- 2016: Fiddler on the Roof (Anatevka) (Musical) – Bühne & Kostüme, Theater Aachen
- 2016: Lakmé (Oper) – Bühnenbild, Landestheater Coburg
- 2017: La Bohème (Oper) – Kostüme, Theater Aachen
- 2017: Unterwerfung (Schauspiel) – Bühne & Kostüme, Theater Aachen
- 2018: Der Kaufmann von Venedig (Schauspiel) – Bühnenbild & Kostüme, Theater Aachen
- 2018: Die Räuber (Schauspiel) – Kostüme, Theater Aachen
- 2018: Feuervogel (Ballett) – Bühnenbild & Kostüme, Landestheater Coburg
- 2018: Martha oder der Markt zu Richmond (Oper) – Bühnenbild & Figuren, Tiroler Landestheater Innsbruck
- 2018: Roméo et Juliette (Oper) – Kostüme, Theater Aachen
- 2019: Cendrillon (Oper) – Bühnenbild & Kostüme, Theater Nordhausen
- 2019: Sugar (Musical) – Bühnenbild, Theater Münster
- 2019: Yolimba (Oper) – Bühnenbild & Kostüme, Theater Münster
- 2020: Der Barbier von Sevilla (Oper) – Kostüme, Theater Nordhausen
- 2020: Die Irre(n) von Chaillot (Schauspiel) – Kostüme, Theater Aachen
- 2020: Pique Dame (Oper) – Kostüme, Theater Aachen
- 2021: Der gestiefelte Kater (Figurentheater) – Figuren, Dornerei-Theater
- 2021: Die Brüder Löwenherz (Schauspiel) – Bühnenbild & Kostüme, Theater Aachen
- 2021: L’italiana in Algeri (Oper) – Bühnenbild, Tiroler Landestheater Innsbruck
- 2022: Galen (Oper, Uraufführung) – Bühnenbild & Kostüme, Theater Münster
- 2022: Prinzessin Anna oder wie man einen Helden findet (Figurentheater) – Figuren, Dornerei-Theater
- 2022: Stiffelio (Oper) – Bühnenbild & Kostüme, Theater Aachen
- 2023: La Bohème (Oper) – Bühnenbild & Kostüme, Badisches Staatstheater Karlsruhe
- 2023: Peter und der Wolf – Figuren & Bühnenbild, Dornerei-Theater
- 2023: Das Puppenspiel vom Doktor Faust (Figurentheater) – Figuren, Nostalgisches Puppentheater Dortmund
- 2024: Doctor Johannes Faust, ein Puppenspiel (Figurentheater) – Bühnenbild, Kostüme & Figuren, Theater Lüttich
- 2024: Der kleine Prinz (Oper, Deutsche Uraufführung) – Bühnenbild, Kostüme & Figuren, Staatstheater Regensburg
- 2024: Rigo und Rosa (Musical) – Figuren, Theater Regensburg
- 2025: Rockshow – LIKE A ROLLING STONE (Musiktheater) – Bühnenbild & Kostüme, Theater Hagen
- 2025: Kaleidoskop (Ballett) – Bühnenbild & Kostüme, Landestheater Coburg
- 2025: Labyrinth (Schauspiel) – Ausstattung, Ludwig Forum, Aachen
- 2025: Jannik und der Sonnendieb (Schauspiel) – Bühnenbild, Kostüme & Figuren, Badische Landesbühne
- 2025: Aschenbrödel (Ballett) – Bühnenbild & Kostüme, Landestheater Coburg

## Puppen und Bühnenbilder

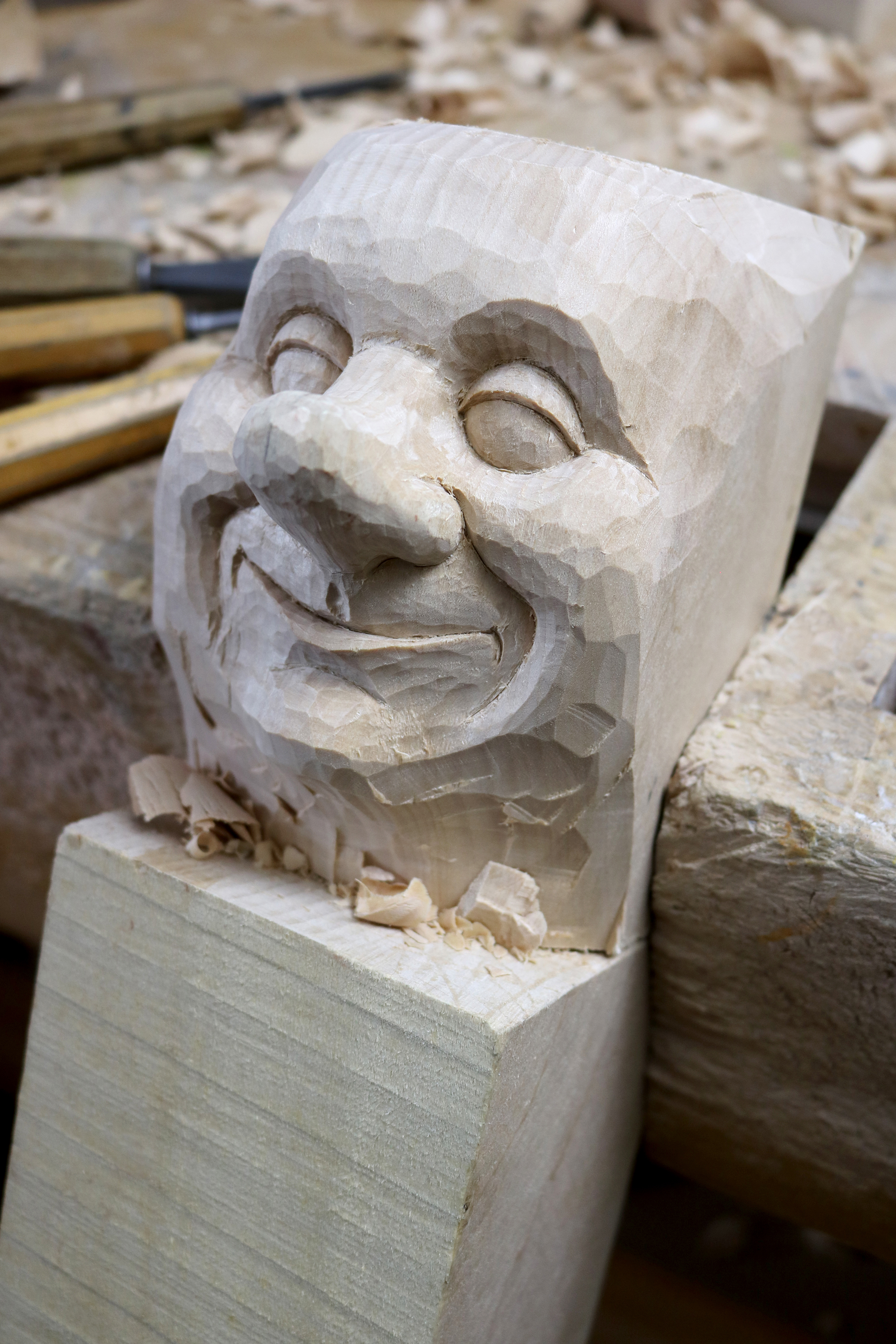
Entstehung eines Charakterkopfes
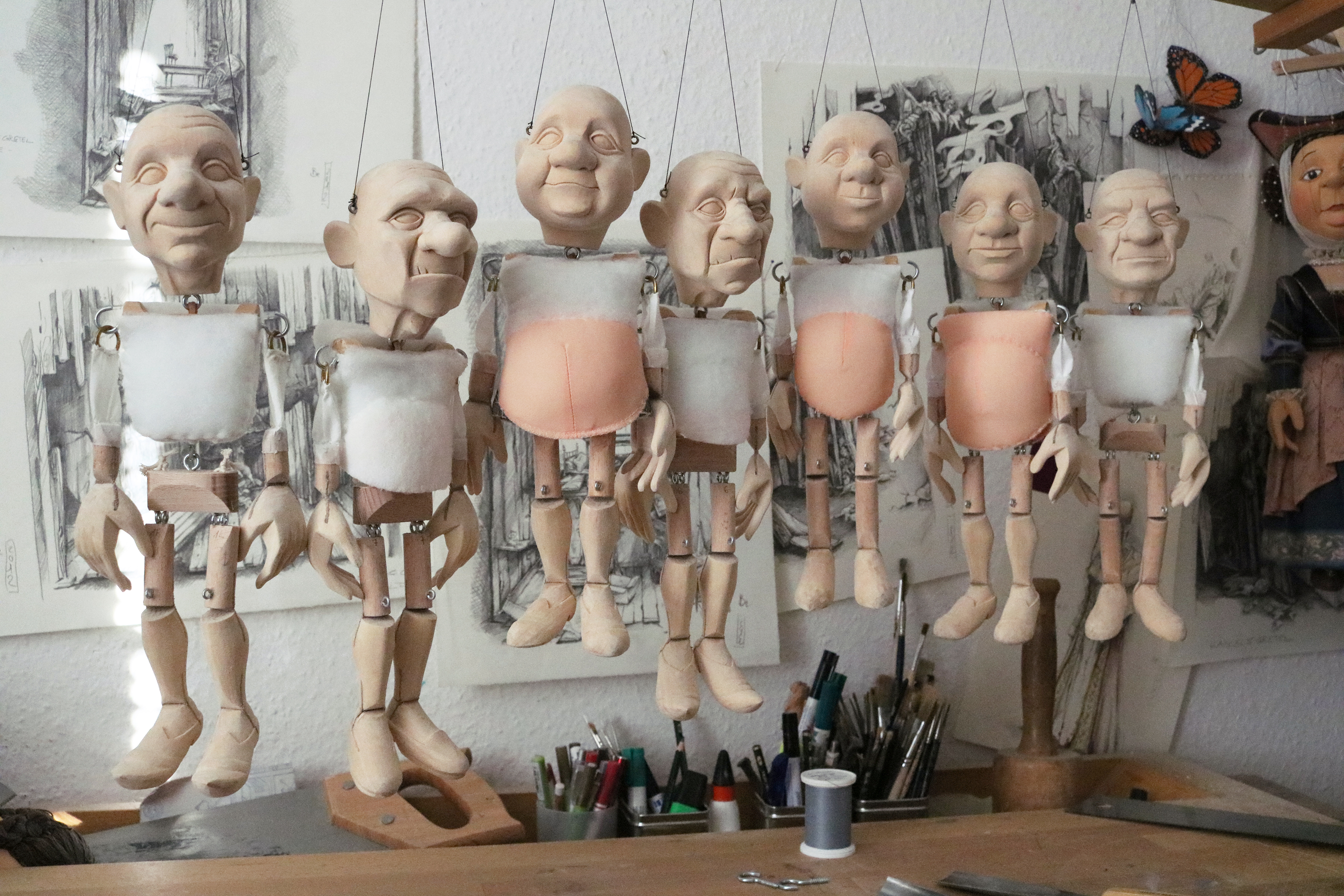
Puppenbau
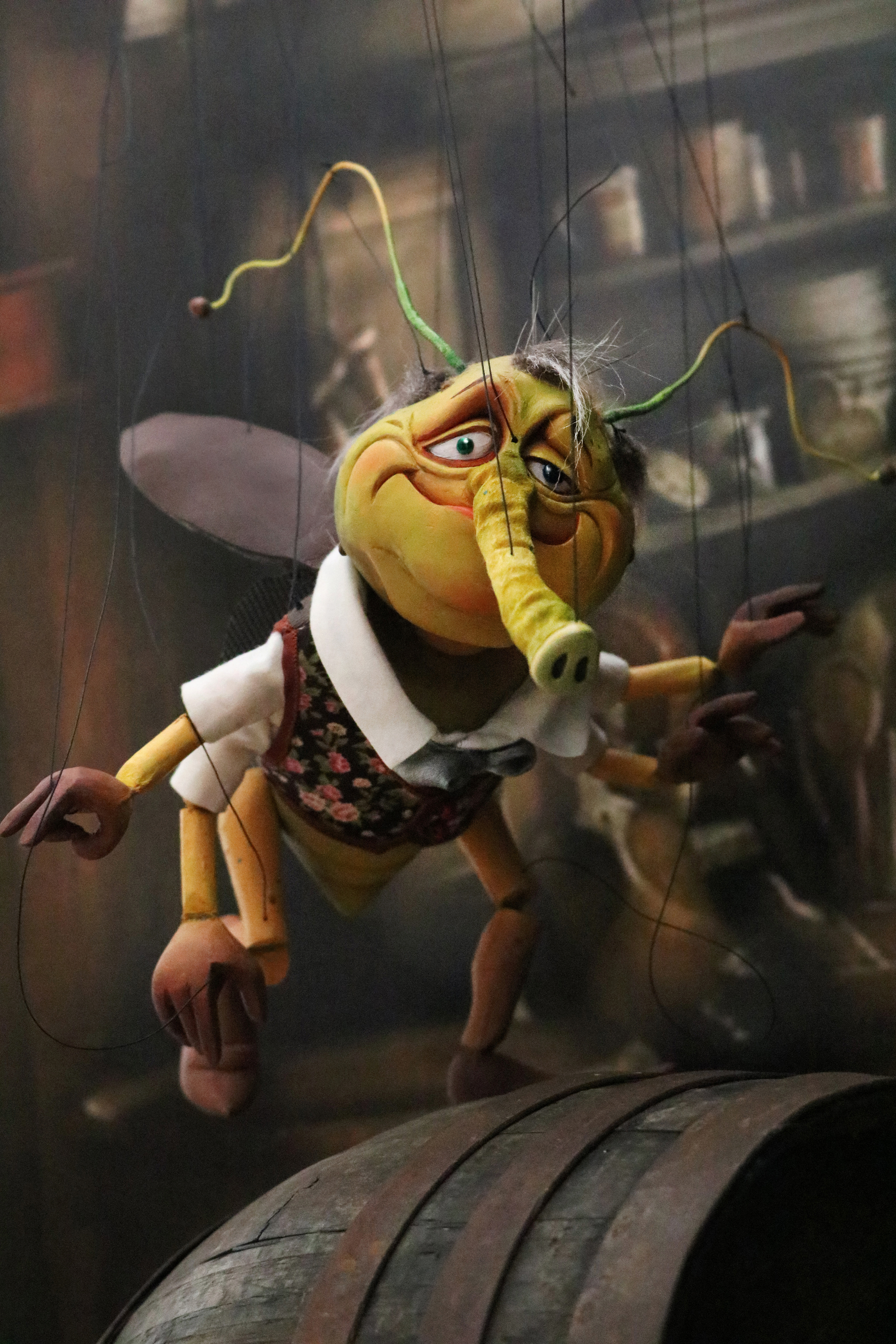
Marionette Reblaus (2021)
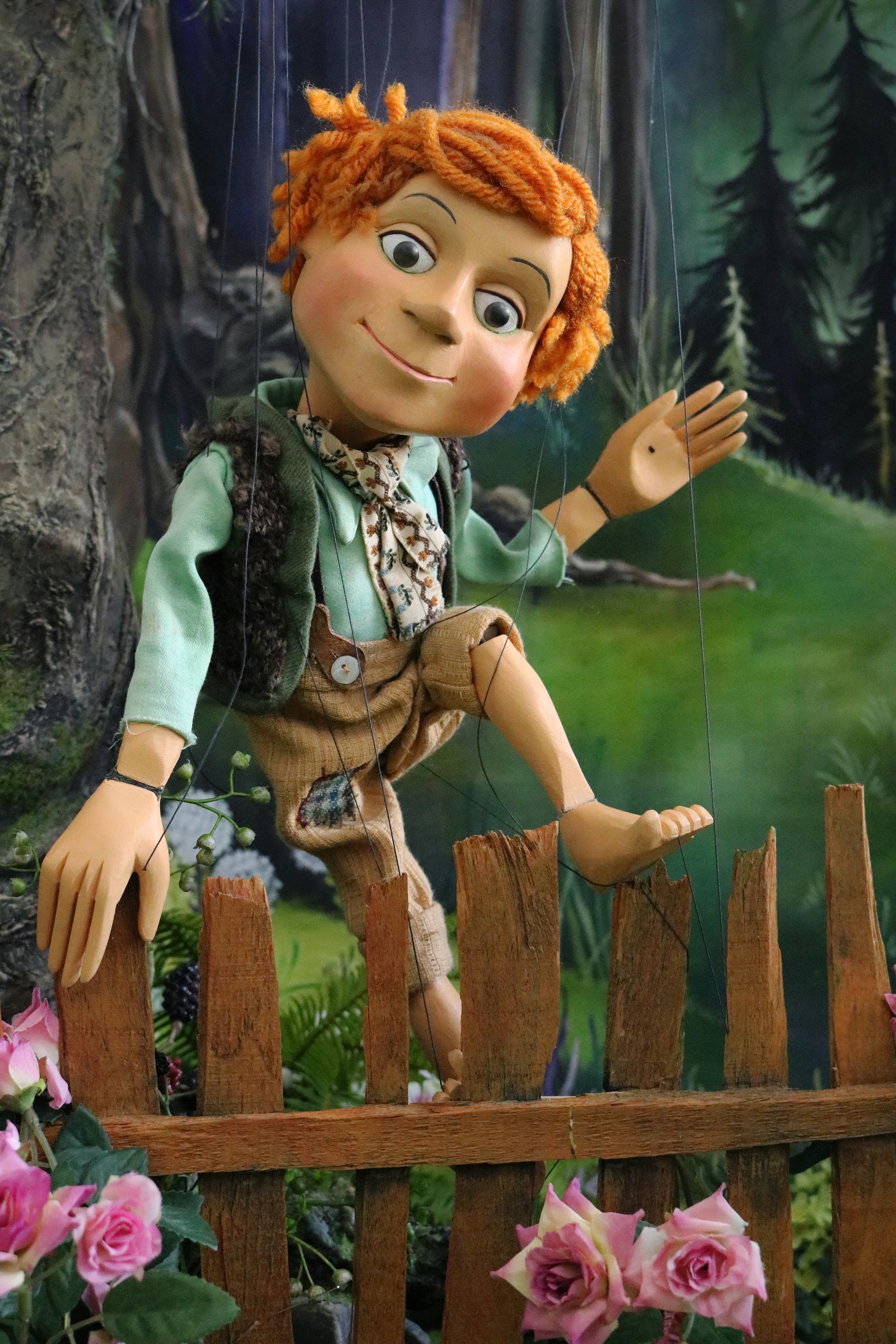
Marionette aus Peter und der Wolf (2023)
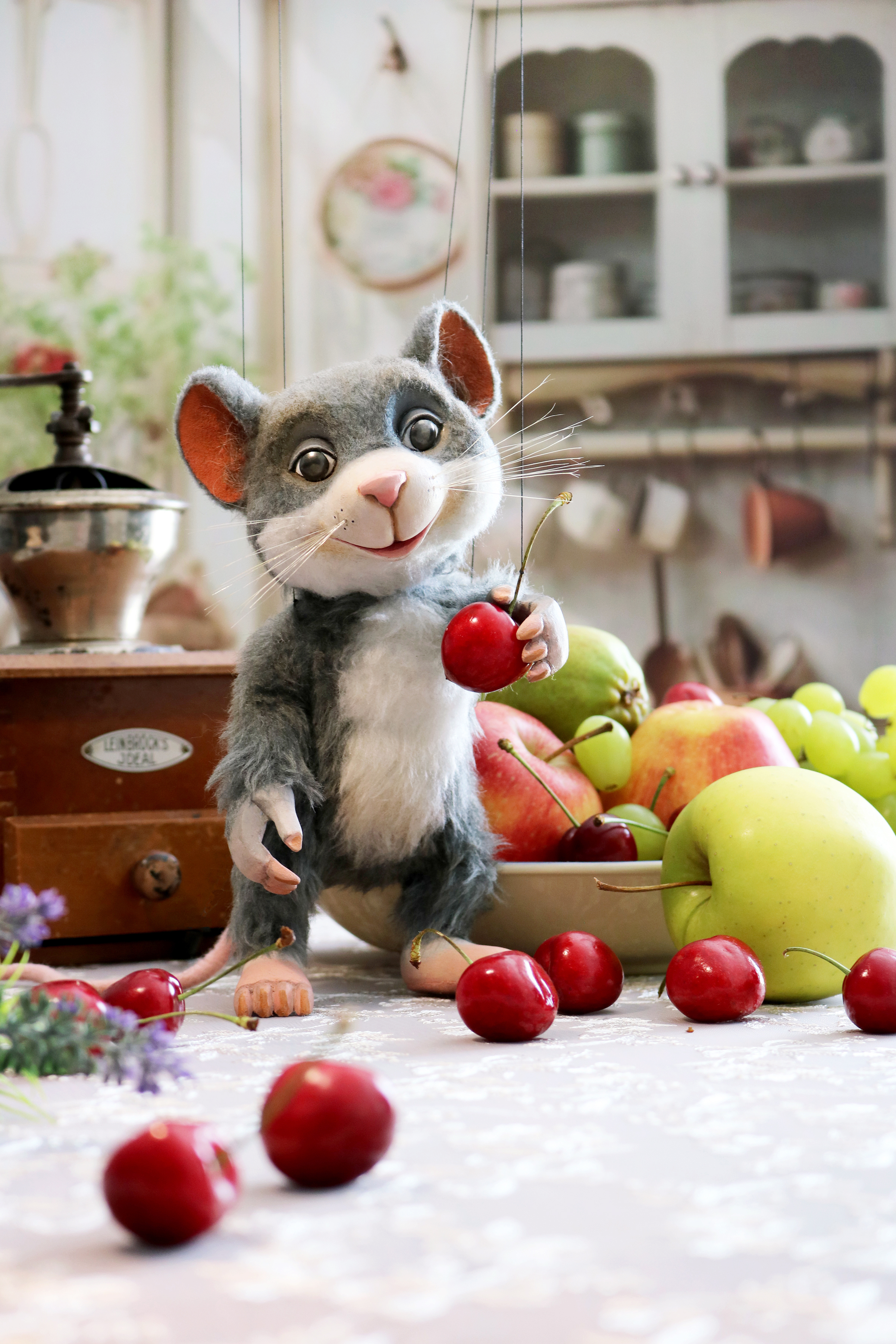
Theaterfigur für die Produktion Rigo und Rosa (2024)
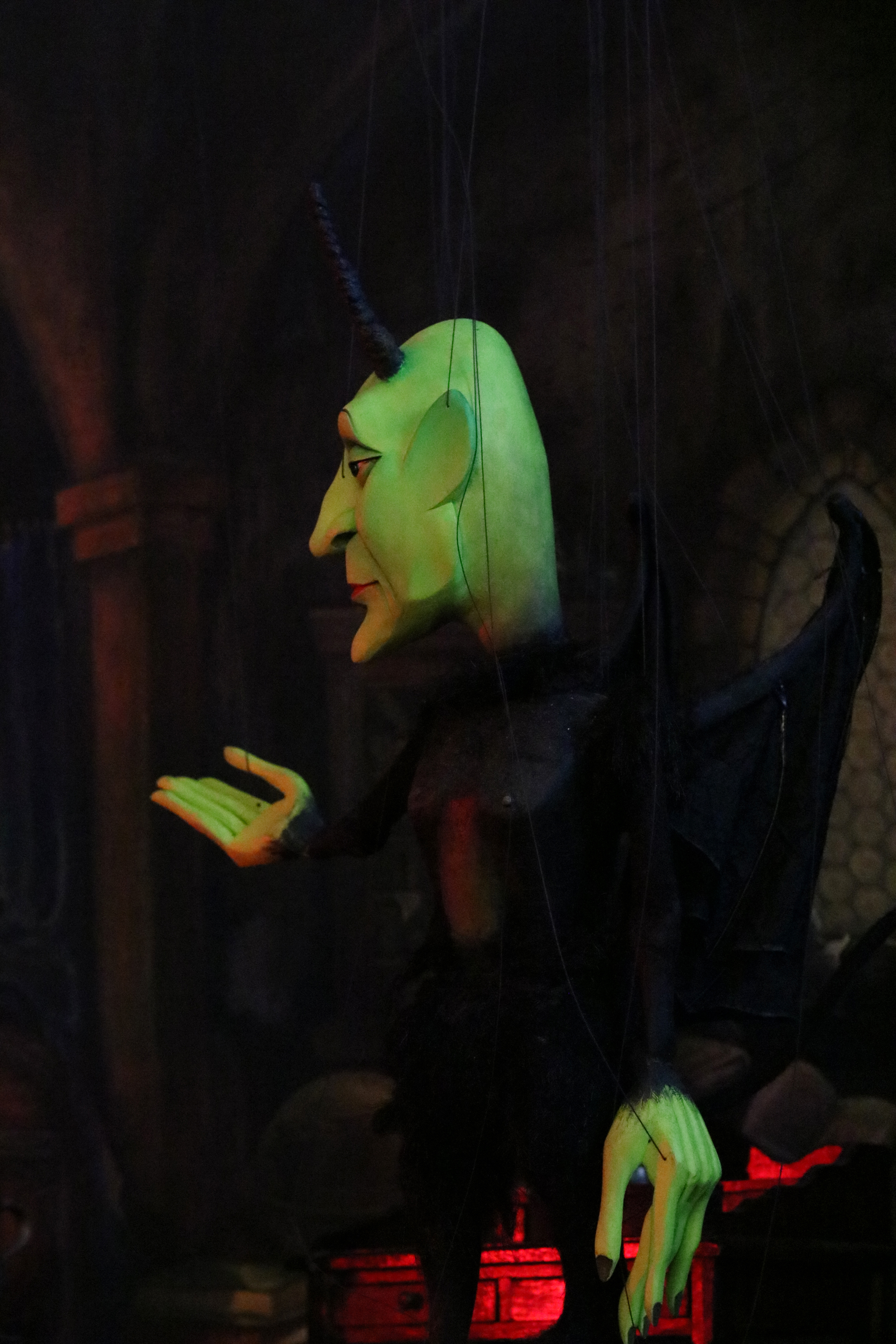
Marionette Mephisto für die Produktion Doktor Johannes Faust
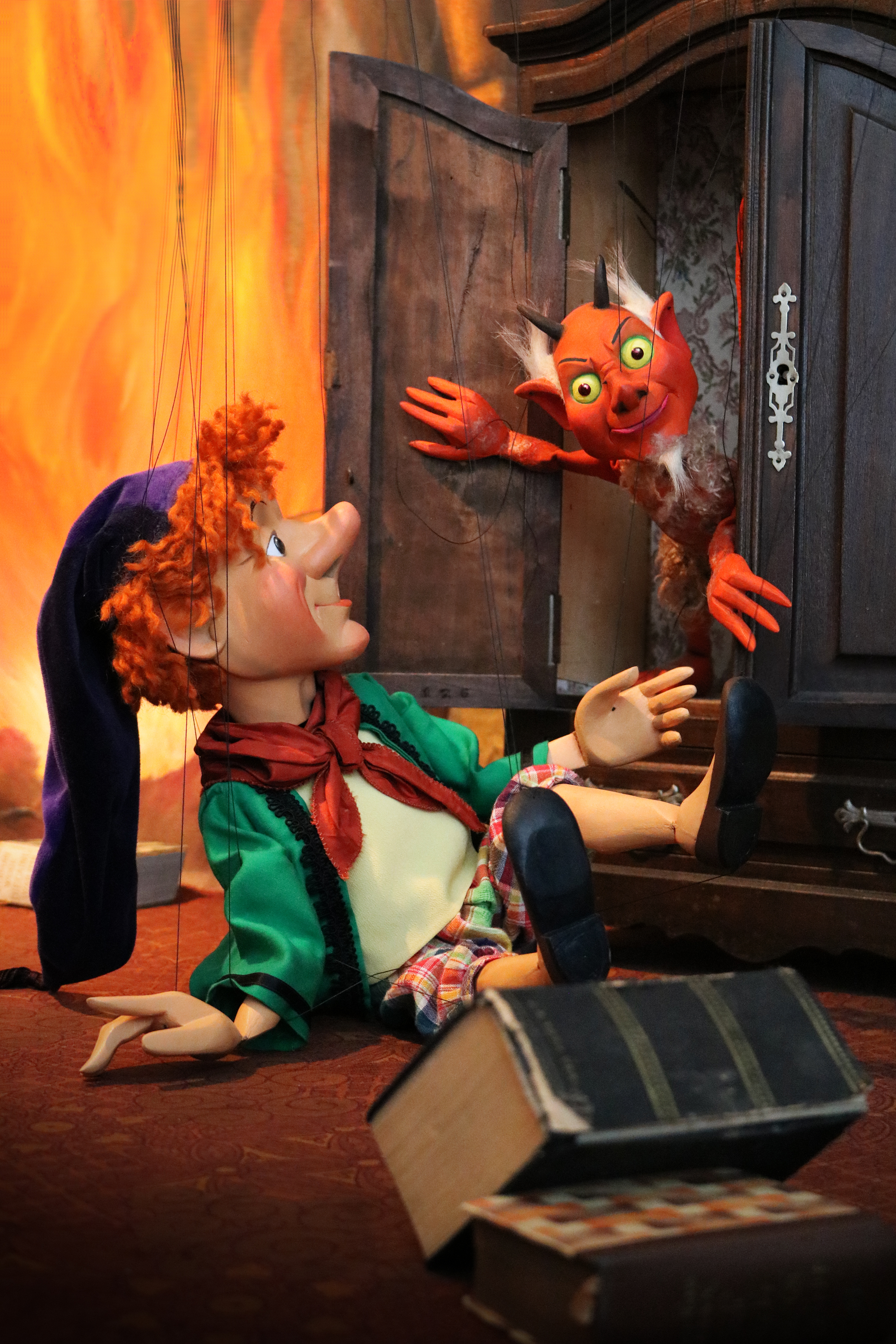
Kasper-Figur aus Doktor Faust (2024)
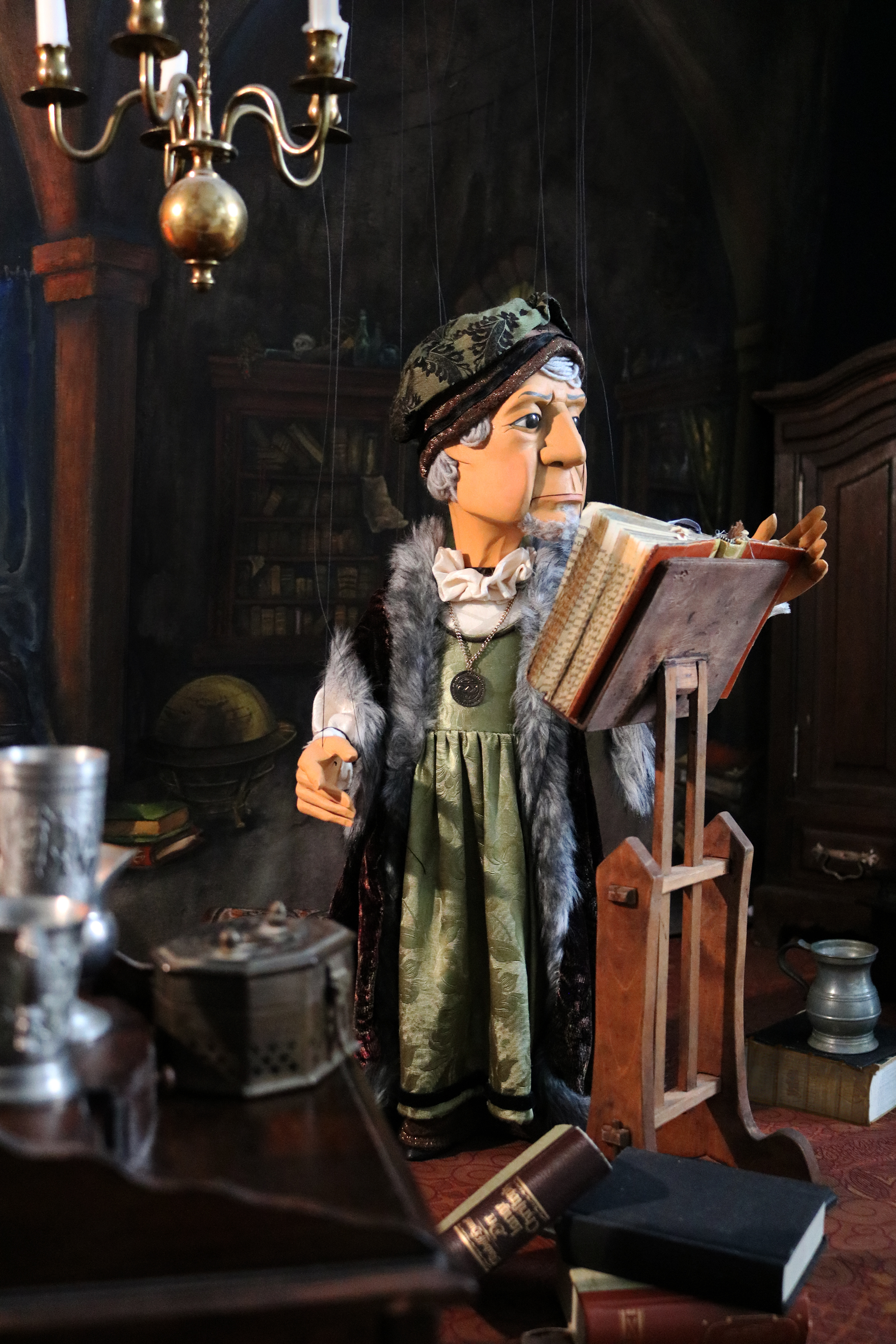
Marionette Doktor Johannes Faust
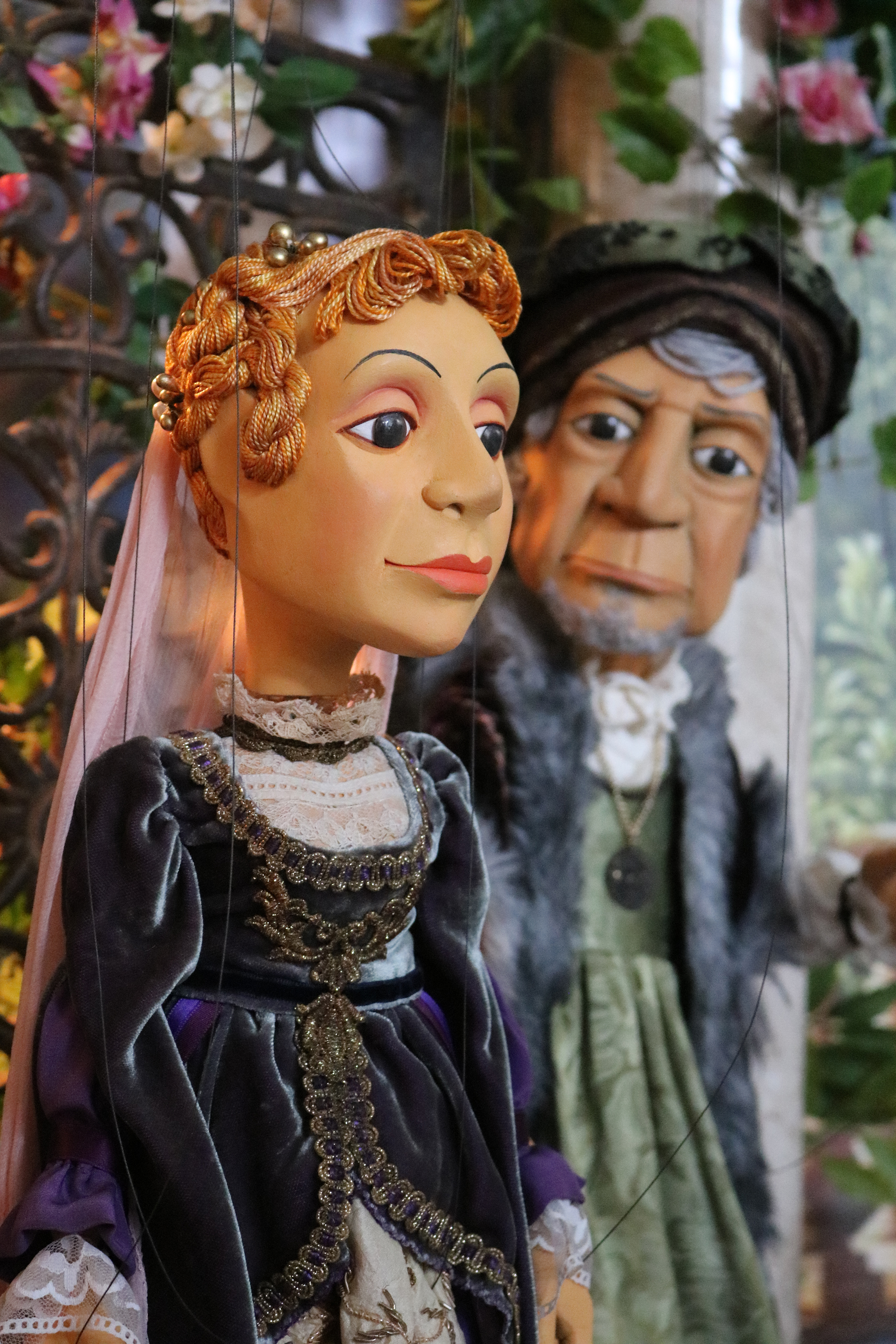
Herzogin von Parma, Produktion Faust
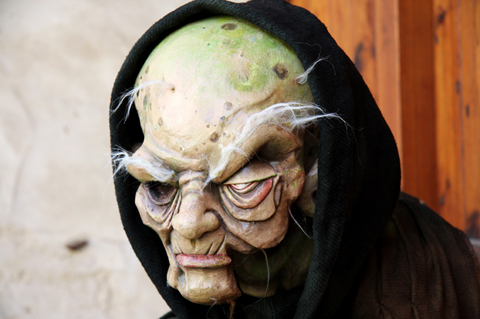
Großfigur Jorge von Burgos aus Der Name der Rose, Theater Naumburg
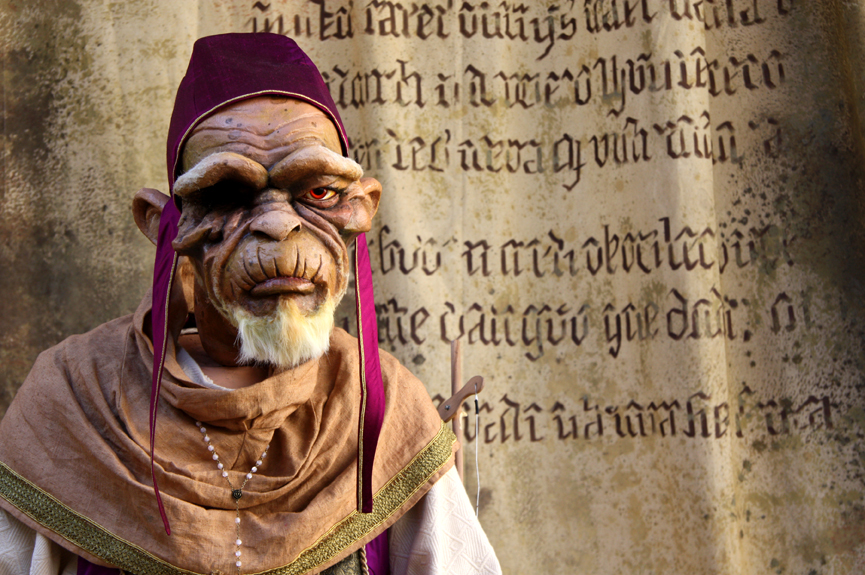
Großfigur Bernardo Gui aus Der Name der Rose, Theater Naumburg
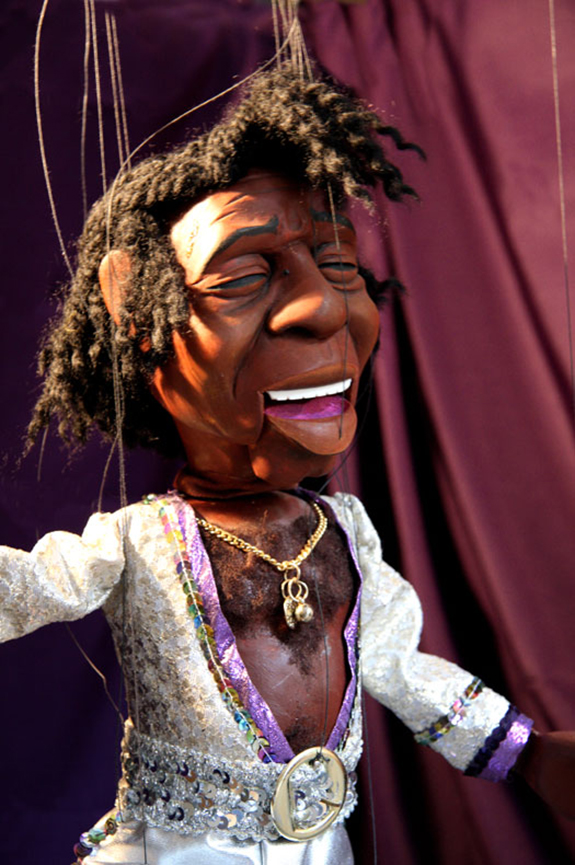
Marionette James Brown
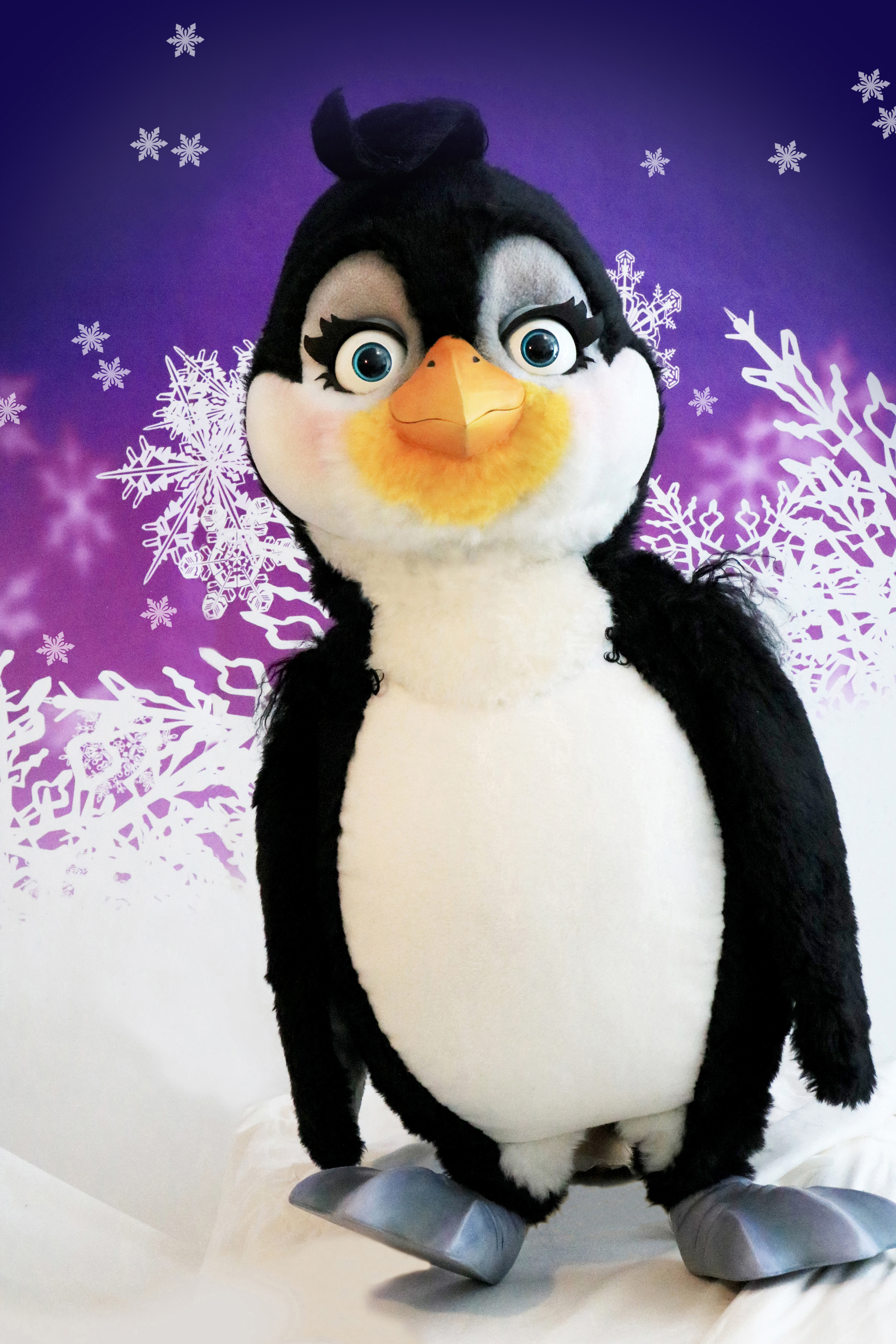
Maskottchen BR-Klassik Pinguin Pudding
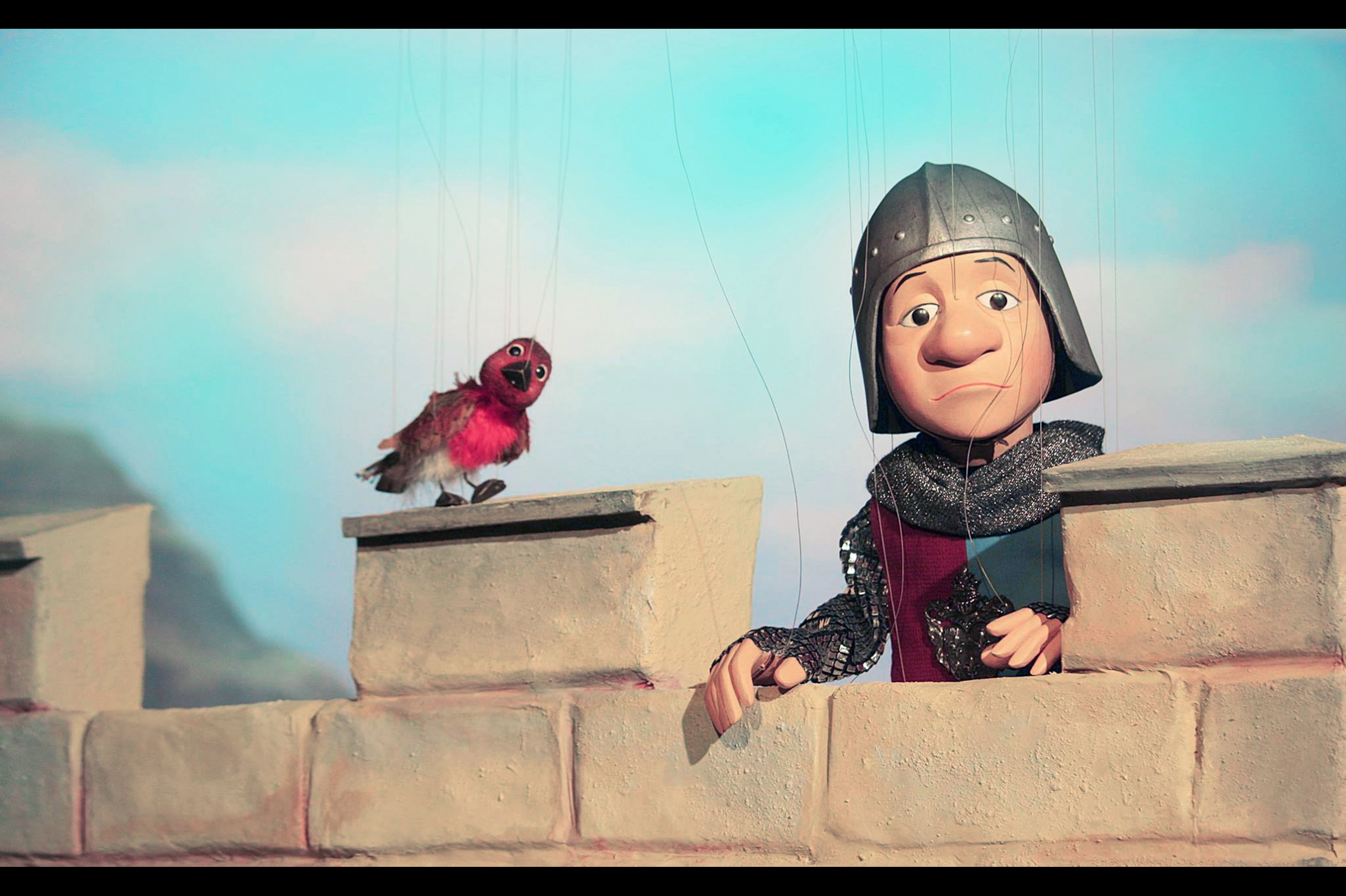
Filmproduktion Burg Rübenfels
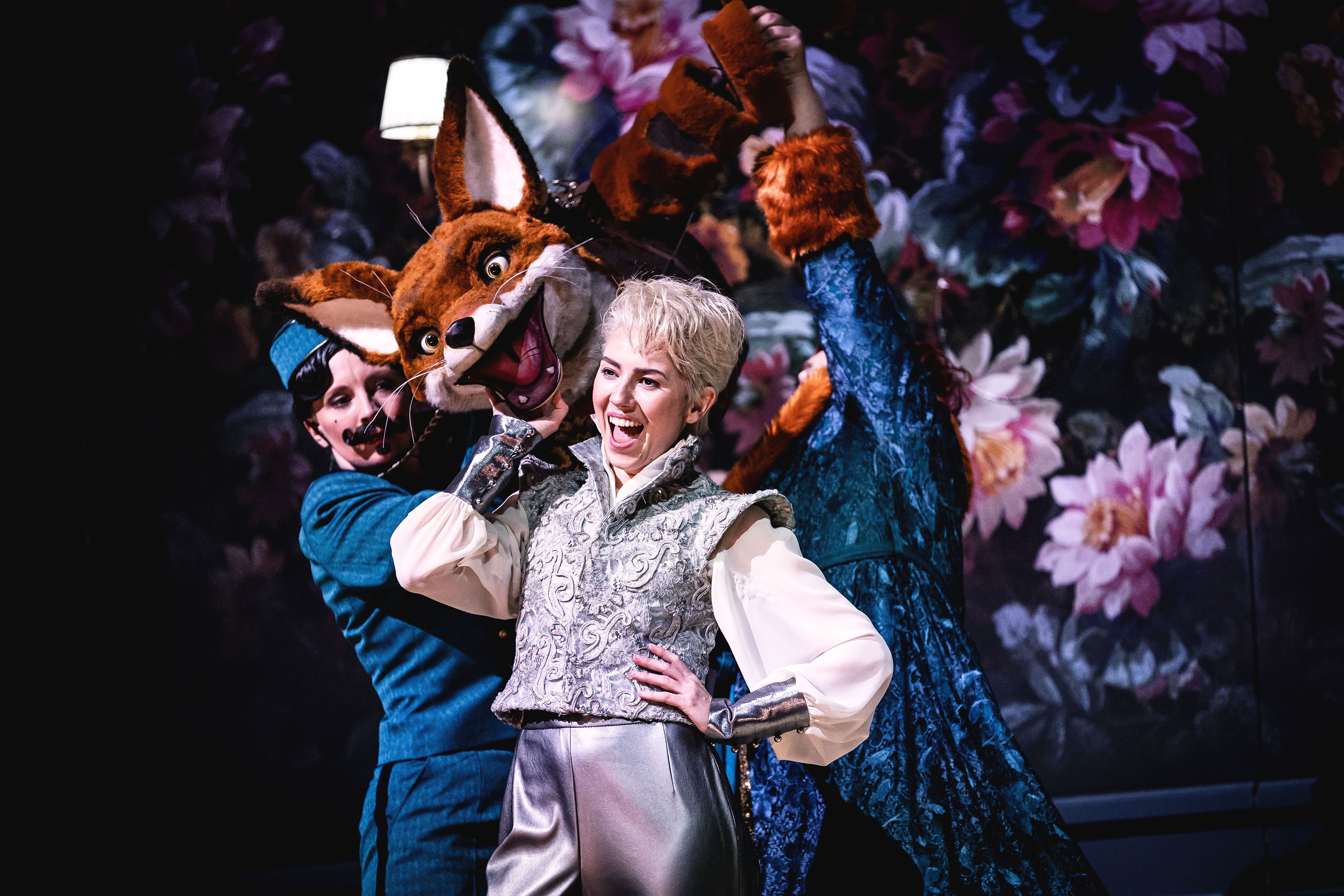
Ausstattungsdesign und Figurenbau Der kleine Prinz, Theater Regensburg (2024)
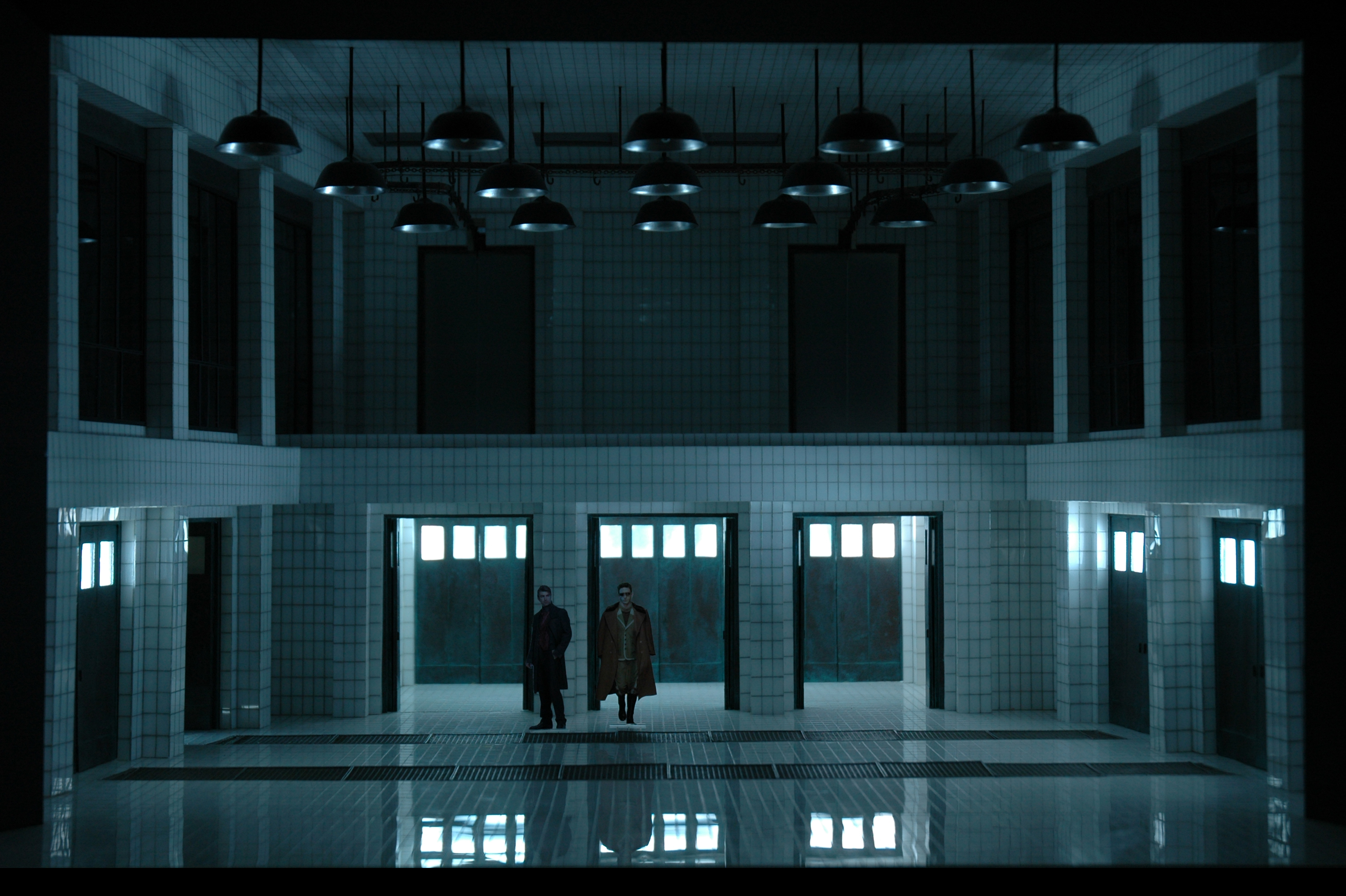
Bühnenbild Macbeth, Staatsoper Stuttgart
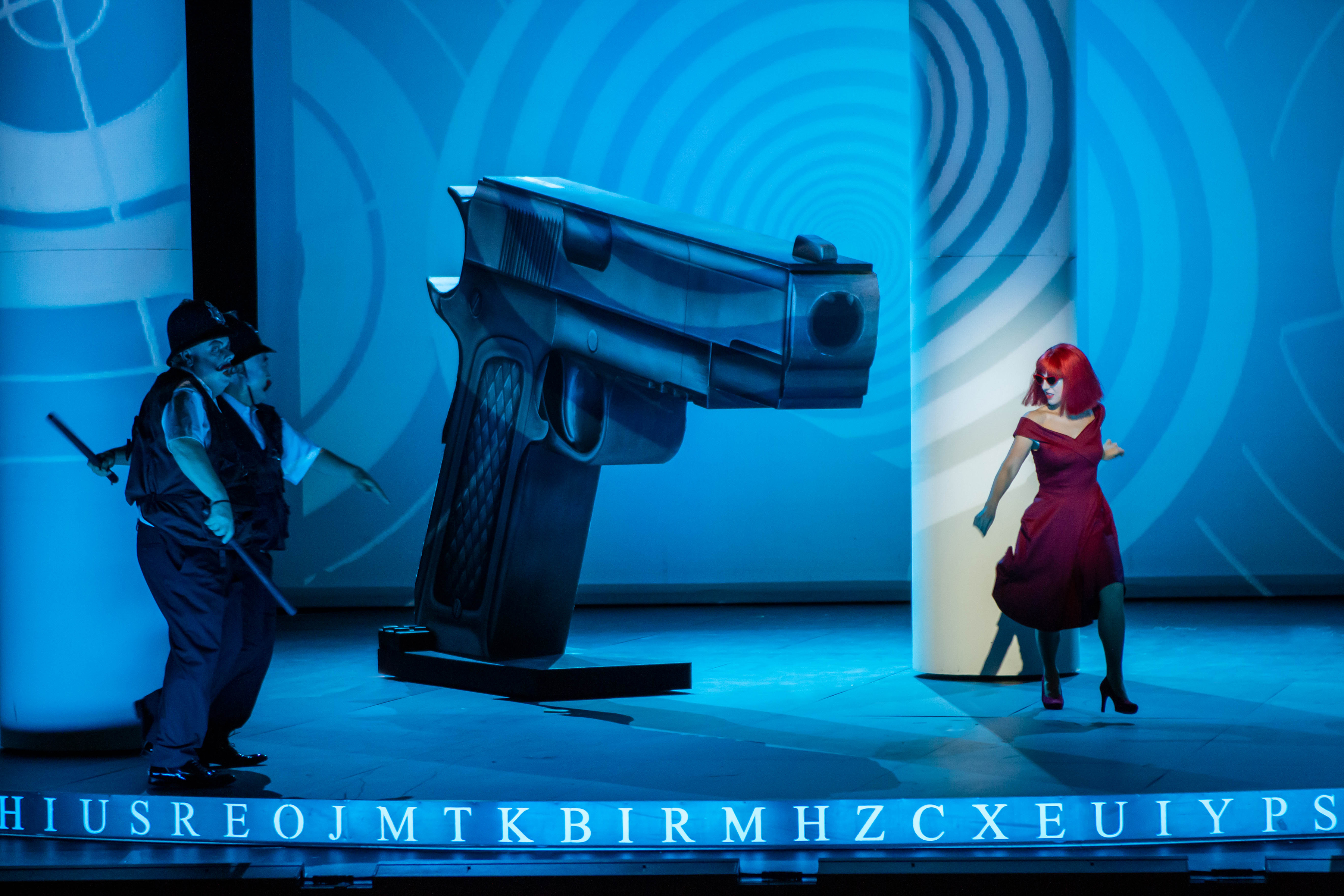
Bühnenbild für Yolimba, Theater Münster